# New Zealand Football Championship 2011/12
Die New Zealand Football Championship 2011/12 war die achte Spielzeit der höchsten neuseeländischen Spielklasse im Fußball der Männer. Sie begann am 22. Oktober 2011 und endete am 28. April 2012 mit dem Finale zwischen dem Team Wellington und Waitakere United. Im Finale setzte sich Waitakere mit 4:1 und konnte somit seinen Titel aus dem Vorjahr verteidigen.

## Modus
Zunächst spielten alle Mannschaften in einer aus acht Mannschaften bestehenden Liga in Hin- und Rückrunde gegeneinander, sodass jedes Team 14 Spiele bestritt. Die ersten vier Mannschaften nach der Vorrunde qualifizierten sich für die Meisterschaftsplayoffs, deren Halbfinale ebenfalls in Hin- und Rückspiel ausgetragen wurden. Im Finale wurde jedoch nur ein Spiel gespielt.

## Vorrunde

### Abschlusstabelle
| Pl. | Verein               | Sp. | S  | U | N  | Tore    | Diff. | Punkte |
| --- | -------------------- | --- | -- | - | -- | ------- | ----- | ------ |
| 1.  | Auckland City FC     | 14  | 11 | 3 | 0  | 043:110 | +32   | 36     |
| 2.  | Canterbury United    | 14  | 9  | 2 | 3  | 038:120 | +26   | 29     |
| 3.  | Waitakere United (M) | 14  | 9  | 0 | 5  | 044:170 | +27   | 27     |
| 4.  | Team Wellington      | 14  | 8  | 2 | 4  | 033:180 | +15   | 26     |
| 5.  | Hawke’s Bay United   | 14  | 6  | 1 | 7  | 028:350 | −7    | 19     |
| 6.  | Otago United         | 14  | 3  | 2 | 9  | 015:370 | −22   | 11     |
| 7.  | Waikato FC           | 14  | 2  | 3 | 9  | 017:390 | −22   | 09     |
| 8.  | YoungHeart Manawatu  | 14  | 0  | 3 | 11 | 012:610 | −49   | 03     |

| (M) | amtierender neuseeländischer Meister |

## Meisterplayoff

### Halbfinale
Die Hinspiele fanden am 15. April 2012, die Rückspiele am 22. April 2012.
|                  | Gesamt |                   | Hinspiel | Rückspiel |
| ---------------- | ------ | ----------------- | -------- | --------- |
| Team Wellington  | 4:1    | Auckland City FC  | 1:0      | 3:1       |
| Waitakere United | 5:3    | Canterbury United | 0:1      | 5:2       |

### Finale
Das Finale fand am 28. April 2012 im Trusts Stadium statt.
| Datum      |                  | Ergebnis  |                 |
| ---------- | ---------------- | --------- | --------------- |
| 28.04.2012 | Waitakere United | 4:1 (1:0) | Team Wellington |

## Weblink
- New Zealand Football Championship 2011/12 in der Datenbank von RSSSF (englisch)